# Arnaud Kalimuendo
Arnaud Kalimuendo Muinga (ur. 20 stycznia 2002 w Suresnes) – francuski piłkarz kongijskiego pochodzenia, występujący na pozycji napastnika w angielskim klubie Nottingham Forest oraz w reprezentacji Francji do lat 21. Srebrny medalista Igrzysk Olimpijskich 2024.
Wychowanek FC Saint Cloud, w trakcie swojej kariery grał także w Paris Saint-Germain oraz na wypożyczeniu w RC Lens.